# Nova Šarovka
Nova Šarovka est un village de la municipalité de Sopje (Comitat de Virovitica-Podravina) en Croatie. Au recensement de 2011, le village comptait 250 habitants.